# Balkan Beat Box
Pour les articles homonymes, voir BBB.
Balkan Beat Box est un groupe musical israélien. Il est formé par Ori Kaplan (ancien membre du groupe Gogol Bordello) et Tamir Muskat, deux Israéliens vivant à New York et différents intervenants tant en studio que sur scène. Leur style musical est la rencontre entre des influences des musiques traditionnelles d'Israël, de la Méditerranée et des Balkans avec un son electronica.
Ils militent pour la paix au Proche-Orient comme le laissent entendre les textes de certains de leurs morceaux (War Again notamment) et le titre de leur deuxième album, Nu Med, signifiant « Nouvelle Méditerranée ».

## Histoire
Les cofondateurs Ori Kaplan et Tamir Muskat, membre du groupe Firewater, se rencontrent tous deux à Brooklyn, New York, État de New York, pendant leur adolescence. Tous deux grandissent avec la musique ; Kaplan est un clarinettiste klezmer, et Muskat batteur dans un groupe de punk rock. Ils établissent leur propre son en fusionnant les styles musicaux des traditions méditerranéennes et Balkans (principalement aidés par Teo et les maîtres de Chalga à l'époque) avec des beats de hip-hop et dancehall.
L'objectif de Balkan Beat Box est de prendre musique ancienne et musique traditionnelle et de les fusionner avec le hip-hop afin de créer un nouveau mélange de styles musicaux hors du contexte traditionnel des musiques du monde qui plairait aux auditeurs dans un club ou un dancehall. Enfants, ils avaient le sentiment que la musique traditionnelle était dépassée et qu'elle ne reflétait pas correctement leurs expériences de la culture mondiale en pleine expansion, et espéraient donc apporter une nouvelle pertinence à ces anciennes formes musicales traditionnelles.
Le premier album éponyme de Balkan Beat Box (sorti en 2005) et leur album suivant Nu Med, sorti en 2007, sont tous deux acclamés dans le monde entier. Alors que leur premier album se concentre davantage sur les sons méditerranéens, leur deuxième album inclut des influences de musiques arabe et espagnole. La chanson Bulgarian Chicks de leur premier album devient populaire dans les clubs en 2008.
Le groupe sort Blue Eyed Black Boy en 2010 et Give en 2012. Considéré comme les « parrains de la basse mondiale » par MTV Iggy, le groupe continue à élargir son son en incorporant de la musique électronique, du reggae, de la cumbia et des fanfares dans ses morceaux.  L'album Blue Eyed Black Boy est enregistré en Roumanie avec la fanfare Jovica Ajderevic Orkestar et à Vibromonk East à Tel Aviv. Les titres phares sont Dancing with the Moon, Move It, Blue Eyed Black Boy, et War Again, qui annoncent les choses à venir. 

## Reprises et adaptations
La chanson populaire du groupe Bulgarian Chicks est samplée par Mac Miller dans le morceau Goosebumpz produit par Diplo au printemps 2013. Plus tard, Bulgarian Chicks est également samplée dans Sis : Trompeta.
L'album Nu Med, déjà connu internationalement, est devenu plus populaire lorsqu'en août 2013, la chanson Hermetico extraite de l'album est samplée par Jason Derulo dans son tube international Talk Dirty en featuring avec 2 Chainz.

## Apparitions dans les médias
Leurs chansons figurent dans la série de jeux FIFA de EA Sports à deux reprises : Ramallah-Tel Aviv vec Tomer Yosef et Saz de l'album Nu Made (Remixes) dans FIFA 10 et I Trusted You de l'album Shout it Out dans FIFA 17.
9/4 the Ladies apparait dans le film Rien que pour vos cheveux, sorti en 2008. Hermetico et Balcasio figurent dans un épisode de 2009 de la série télévisée Bored to Death. Et Marcha de la Vida figure dans le jeu de Konami Pro Evolution Soccer 2011. Ils contribuent également à une chanson originale avec le duo de production Stargate pour le film En route ! sorti en 2015, intitulée Slushious.
La chanson War Again est utilisée comme musique de clôture lors des retransmissions de la ligue coréenne de sport électronique GSL.

## Membres
- Tamir Muskat – programmation, batterie, percussions
- Ori Kaplan – saxophone, instruments à vent
- Tomer Yosef – chant, batterie, percussions, guitare, échantillonneur

## Discographie

### Albums studio
- 2005 : Balkan Beat Box (JDub Records (en))
- 2007 : Nu Med (JDub Records/Crammed Discs)
- 2008 : Nu Made (Remixes) (en) (Crammed Discs)
- 2010 : Blue Eyed Black Boy (Crammed Discs/Nat Geo Music)
- 2012 : Give (Crammed Discs)
- 2016 : Shout It Out (Digital Monkey)

### Singles
- 2011 : Part of the Glory
- 2016 : I Trusted You
- 2016 : Chin Chin
- 2018 : איך אפשר (avec Yehuda Poliker)
- 2019 : Kum Kum (feat. A-WA)
- 2019 : Nothing Breaks Like a Heart (Mark Ronson & Miley Cyrus)
- 2021 : Long Time Coming

### Participations
- 2006 : Electric Gypsyland 2, Crammed Discs, remix du titre Red Bula initialement interprété par Mahala Rai Banda